# 青春時鐘
《青春時鐘》（日语：／ Seishun dokei */?）是日本女子偶像團體NGT48的出道單曲，於2017年4月12日由Ariola Japan發行。Center（中心成員）由中井莉加擔當。

## 概要
這張單曲是NGT48的出道單曲。單曲分為Type A、Type B、Type C、NGT48 CD盤等4種版本。DVD除了收錄歌曲《青春時鐘》、《純情請多關照》（Type A附加曲）、《出征》（Type B附加曲）、《尋求黑暗》（Type C附加曲）的MV，也收錄了特典映像。
2016年6月18日，在《AKB48第45張單曲選拔總選舉》開票前的《AKB48家族演唱會》，NGT48宣布将经由索尼旗下唱片公司Ariola Japan于2016年秋季至2017年初之间主流出道。
2017年1月20日，在TOKYO DOME CITY HALL舉辦的《NGT48一周年紀念演唱會》發表選拔成員以及中心成員。
2017年3月14日，在國立代代木競技場舉辦的《COUNT DOWN TV GIRLS FES 2017》，B面曲《想要黑暗》和A面曲《青春時鐘》初次披露。
2017年4月11日，發行數位單曲 - Special Edition。
2017年7月23日，發行配信單曲《青春時計（豆腐mental Remix by tofubeats）》。
2017年8月23日，發行配信單曲《青春時計（Francepan Remix by happy machine）》。
2017年9月27日，發行完全生産限定黑膠唱片盤《青春時計（豆腐mental Remix by tofubeats）》。

## MV
青春時鐘
MV于2017年3月17日上午9時30分（JST）在串流媒體網站SHOWROOM的《NGT48出道單曲「青春時鐘」MV完整版观赏会》上初次公開，之後也在YouTube公開。
MV主题为“人与人之间的关系”。2017年2月16日，在新潟県内外招募約1,000人一起拍攝。
MV导演由执导过NGT48《Max朱鷺315號》、《绿色森林体育公园》兩首歌曲MV的中村太洸擔當。服裝由茅野忍（AKB48家族总经理・AKB48劇場经理）設計，服裝顏色以新潟県的象征朱鹭的“红与白”為主；编舞由为星期三的康帕内拉等艺人编舞的竹森德芳擔當。

## 封面写真
封面寫真在NGT48劇場所在地、位於新潟市中心的複合商業設施「萬代城」取景，以成員路過萬代城的路口為主題，加上萬代城巴士中心、彩虹塔等區內景點為背景拍攝。
| Type A     | 佐藤杏樹、中井莉加、本間日陽、菅原里子     |
| Type B     | 小熊倫実、加藤美南、太野彩香、山口真帆     |
| Type C     | 西潟茉莉奈、高倉萌香、長谷川玲奈、北原里英 |
| NGT48 CD盤 | 柏木由紀、荻野由佳、山田野絵、村雲颯香     |

## 收錄歌曲

### Type A
CD
1. 《青春時鐘》（青春時計）
（作詞：秋元康，作曲・編曲：大河原昇）
2. 《空罐龐克》（空き缶パンク）
（作詞：秋元康，作曲・編曲：KEIT）
3. 《出征》 （出陣）
（作詞：秋元康，作曲、編曲：早川博隆，尋木ヒロ）
4. 《青春時鐘》 off vocal ver.
5. 《空罐龐克》 off vocal ver.
6. 《出征》 off vocal ver.

DVD
1. 《青春時鐘》MV
2. 《出征》MV

### Type B
CD
1. 《青春時鐘》
2. 《空罐龐克》
3. 《純情之歌》 （純情よろしく）
（作詞：秋元康，作曲、編曲：Hiro Hoashi）
4. 《青春時鐘》 off vocal ver.
5. 《空罐龐克》 off vocal ver.
6. 《純情之歌》 off vocal ver.

DVD
1. 《青春時鐘》MV
2. 《純情之歌》MV

### Type C
CD
1. 《青春時鐘》
2. 《空罐龐克》
3. 《尋求黑暗》 （暗闇求む）
（作詞：秋元康，作曲：Mitsu.J_YADAKO，編曲：立山秋航）
4. 《青春時鐘》 off vocal ver.
5. 《空罐龐克》 off vocal ver.
6. 《尋求黑暗》 off vocal ver.

DVD
1. 《青春時鐘》MV
2. 《尋求黑暗》MV

### NGT48 CD盤
CD
1. 《青春時鐘》
2. 《空罐龐克》
3. 《親密的稱呼》 （下の名前で呼べたのは...） - 研究生
（作詞：秋元康，作曲・編曲：田靡達也、名雪亘）
4. 《青春時鐘》 off vocal ver.
5. 《空罐龐克》 off vocal ver.
6. 《親密的稱呼》 off vocal ver.

### 特別盤
數位下載
1. 《青春時鐘》
2. 《空罐龐克》
3. 《出征》
4. 《純情之歌》
5. 《尋求黑暗》
6. 《親密的稱呼》

### 限定黑膠唱片盤
Side A
1. 《青春時計》豆腐mental Remix by tofubeats
2. 《青春時計》Francepan Remix by happy machine
3. 《青春時計》Original Mix
4. 《青春時計》Acapella Mix
5. 《青春時計》off vocal ver.

Side B
1. 《空罐龐克》
2. 《出征》
3. 《純情之歌》
4. 《尋求黑暗》
5. 《親密的稱呼》

## 選拔成員

### 青春時鐘
（中心成員：中井莉加）
- Team NIII：荻野由佳、小熊倫實、柏木由紀（兼任AKB48 Team B）、加藤美南、北原里英、佐藤杏樹、菅原里子、高倉萌香、太野彩香、中井莉加、西潟茉莉奈、長谷川玲奈、本間日陽、村雲颯香、山口真帆、山田野繪

### 空罐龐克
（中心成員：柏木由紀）
- Team NIII：柏木由紀（兼任AKB48 Team B）、加藤美南、北原里英、高倉萌香、中井莉加

### 出征
（中心成員：荻野由佳）
- Team NIII：荻野由佳、佐藤杏樹、高倉萌香、太野彩香、西潟茉莉奈、村雲颯香、山口真帆
- 研究生：奈良未遥、西村菜那子

### 純情之歌
（中心成員：本間日陽）
- Team NIII：小熊倫实、菅原里子、長谷川玲奈、本間日陽、山田野絵
- 研究生：日下部愛菜、清司麗菜

### 尋求黑暗
（中心成員：加藤美南、高倉萌香）
- Team NIII：荻野由佳、小熊倫实、柏木由紀（兼任AKB48 Team B）、加藤美南、北原里英、佐藤杏樹、菅原里子、高倉萌香、太野彩香、中井莉加、西潟茉莉奈、長谷川玲奈、本間日陽、村雲颯香、山口真帆、山田野絵
- 研究生：大滝友梨亜、角尤利娅、日下部愛菜、清司麗菜、髙橋真生、中村歩加、奈良未遥、西村菜那子、宮島亜弥
- 畢業成員：水澤彩佳

### 親密的稱呼
（中心成員：奈良未遥）
- 研究生：大滝友梨亜、角尤利娅、日下部愛菜、清司麗菜、髙橋真生、中村歩加、奈良未遥、西村菜那子、宮島亜弥
- 畢業成員：水澤彩佳